# Gran Premio di San Marino 1988
Il Gran Premio di San Marino 1988 fu una gara di Formula 1, disputatasi il 1º maggio 1988 sull'Autodromo Enzo e Dino Ferrari. Fu la seconda prova del mondiale 1988 e vide la vittoria di Ayrton Senna su McLaren - Honda, seguito da Alain Prost e da Nelson Piquet.

## Prima della gara
- La Scuderia Italia, dopo aver disputato il Gran Premio inaugurale con un telaio di Formula 3000, portò in gara la vettura progettata appositamente dalla Dallara per la Formula 1, il modello 188.
- Dopo le verifiche pre-gara l'Osella fu esclusa per irregolarità tecniche della nuova vettura. Il telaio infatti risultò di misure diverse nella zona del serbatoio rispetto a quello utilizzato nella stagione precedente, pratica in contrasto con la deroga che consentiva alle vetture con telaio invariato di mantenere la pedaliera oltre l'asse delle ruote anteriori. Questo riduce il numero di partecipanti da 31 a 30, rendendo non necessarie le prequalifiche che non vengono disputate.

## Qualifiche
I piloti della McLaren dominarono le qualifiche con una superiorità schiacciante: Senna conquistò la seconda pole position stagionale davanti al compagno di squadra, infliggendo ben tre secondi di distacco al terzo classificato Piquet. Il tre volte Campione del Mondo precedeva Nannini, Berger e Patrese.

### Classifica
| Pos                     | No | Pilota             | Costruttore                    | Tempo    | Distacco |
| ----------------------- | -- | ------------------ | ------------------------------ | -------- | -------- |
| 1                       | 12 | Ayrton Senna       | McLaren - Honda                | 1'27"148 |          |
| 2                       | 11 | Alain Prost        | McLaren - Honda                | 1'27"919 | +0"771   |
| 3                       | 1  | Nelson Piquet      | Lotus - Honda                  | 1'30"500 | +3"352   |
| 4                       | 19 | Alessandro Nannini | Benetton - Ford                | 1'30"590 | +3"442   |
| 5                       | 28 | Gerhard Berger     | Ferrari                        | 1'30"683 | +3"535   |
| 6                       | 6  | Riccardo Patrese   | Williams - Judd                | 1'30"952 | +3"804   |
| 7                       | 18 | Eddie Cheever      | Arrows - Megatron              | 1'31"300 | +4"152   |
| 8                       | 20 | Thierry Boutsen    | Benetton - Ford                | 1'31"414 | +4"266   |
| 9                       | 16 | Ivan Capelli       | March - Judd                   | 1'31"519 | +4"371   |
| 10                      | 27 | Michele Alboreto   | Ferrari                        | 1'31"520 | +4"372   |
| 11                      | 5  | Nigel Mansell      | Williams - Judd                | 1'31"635 | +4"487   |
| 12                      | 2  | Satoru Nakajima    | Lotus - Honda                  | 1'31"647 | +4"499   |
| 13                      | 14 | Philippe Streiff   | AGS - Ford                     | 1'32"013 | +4"865   |
| 14                      | 17 | Derek Warwick      | Arrows - Megatron              | 1'32"483 | +5"335   |
| 15                      | 30 | Philippe Alliot    | Lola Larrousse - Ford          | 1'32"712 | +5"564   |
| 16                      | 22 | Andrea De Cesaris  | Rial - Ford                    | 1'33"037 | +5"889   |
| 17                      | 31 | Gabriele Tarquini  | Coloni - Ford                  | 1'33"236 | +6"088   |
| 18                      | 24 | Luis Pérez-Sala    | Minardi - Ford                 | 1'33"239 | +6"091   |
| 19                      | 29 | Yannick Dalmas     | Lola Larrousse - Ford          | 1'33"374 | +6"226   |
| 20                      | 15 | Maurício Gugelmin  | March - Judd                   | 1'33"448 | +6"300   |
| 21                      | 4  | Julian Bailey      | Tyrrell - Ford                 | 1'33"874 | +6"726   |
| 22                      | 23 | Adrián Campos      | Minardi - Ford                 | 1'33"903 | +6"755   |
| 23                      | 3  | Jonathan Palmer    | Tyrrell - Ford                 | 1'33"872 | +6"824   |
| 24                      | 36 | Alex Caffi         | Dallara Scuderia Italia - Ford | 1'34"204 | +7"056   |
| 25                      | 9  | Piercarlo Ghinzani | Zakspeed                       | 1'34"567 | +7"419   |
| 26                      | 33 | Stefano Modena     | EuroBrun - Ford                | 1'34"782 | +7"634   |
| Vetture non qualificate |    |                    |                                |          |          |
| NQ                      | 32 | Oscar Larrauri     | EuroBrun - Ford                | 1'35"077 | +7"929   |
| NQ                      | 26 | Stefan Johansson   | Ligier - Judd                  | 1'35"654 | +8"506   |
| NQ                      | 25 | René Arnoux        | Ligier - Judd                  | 1'36"123 | +8"975   |
| NQ                      | 10 | Bernd Schneider    | Zakspeed                       | 1'36"218 | +9"070   |

## Gara
Al via Senna mantenne agevolmente il comando della corsa, mentre il suo compagno di squadra Prost partì molto male, dopo aver rischiato addirittura di far spegnere il motore. Il francese rimontò molto rapidamente dalla sesta posizione fino alle spalle del suo compagno di squadra, che però a questo punto era imprendibile; Senna condusse quindi fino al traguardo, vincendo la prima gara con la McLaren davanti a Prost e Piquet. In zona punti chiusero anche le due Benetton di Boutsen e Nannini, separate sul traguardo dalla Ferrari di Berger.

### Classifica
| Pos | N. | Pilota             | Costruttore/Motore             | Giri | Tempo/Ritiro                         | Griglia | Punti |
| --- | -- | ------------------ | ------------------------------ | ---- | ------------------------------------ | ------- | ----- |
| 1   | 12 | Ayrton Senna       | McLaren - Honda                | 60   | 1h32'41"264                          | 1       | 9     |
| 2   | 11 | Alain Prost        | McLaren - Honda                | 60   | + 2"334                              | 2       | 6     |
| 3   | 1  | Nelson Piquet      | Lotus - Honda                  | 59   | + 1 Giro                             | 3       | 4     |
| 4   | 20 | Thierry Boutsen    | Benetton - Ford                | 59   | + 1 Giro                             | 8       | 3     |
| 5   | 28 | Gerhard Berger     | Ferrari                        | 59   | + 1 Giro                             | 5       | 2     |
| 6   | 19 | Alessandro Nannini | Benetton - Ford                | 59   | + 1 Giro                             | 4       | 1     |
| 7   | 18 | Eddie Cheever      | Arrows - Megatron              | 59   | + 1 Giro                             | 7       |       |
| 8   | 2  | Satoru Nakajima    | Lotus - Honda                  | 59   | + 1 Giro                             | 12      |       |
| 9   | 17 | Derek Warwick      | Arrows - Megatron              | 58   | + 2 Giri                             | 14      |       |
| 10  | 14 | Philippe Streiff   | AGS - Ford                     | 58   | + 2 Giri                             | 13      |       |
| 11  | 24 | Luis Pérez-Sala    | Minardi - Ford                 | 58   | + 2 Giri                             | 18      |       |
| 12  | 29 | Yannick Dalmas     | Lola Larrousse - Ford          | 58   | + 2 Giri                             | 19      |       |
| 13  | 6  | Riccardo Patrese   | Williams - Judd                | 58   | + 2 Giri                             | 6       |       |
| 14  | 3  | Jonathan Palmer    | Tyrrell - Ford                 | 58   | + 2 Giri                             | 23      |       |
| 15  | 15 | Maurício Gugelmin  | March - Judd                   | 58   | + 2 Giri                             | 20      |       |
| 16  | 23 | Adrián Campos      | Minardi - Ford                 | 57   | + 3 Giri                             | 22      |       |
| 17  | 30 | Philippe Alliot    | Lola Larrousse - Ford          | 57   | + 3 Giri                             | 15      |       |
| 18  | 27 | Michele Alboreto   | Ferrari                        | 54   | Motore                               | 10      |       |
| NC  | 33 | Stefano Modena     | EuroBrun - Ford                | 52   | Non classificato                     | 26      |       |
| Rit | 4  | Julian Bailey      | Tyrrell - Ford                 | 48   | Cambio                               | 21      |       |
| Rit | 5  | Nigel Mansell      | Williams - Judd                | 42   | Motore                               | 11      |       |
| Rit | 31 | Gabriele Tarquini  | Coloni - Ford                  | 40   | Problema al sistema di benzina       | 17      |       |
| Rit | 36 | Alex Caffi         | Dallara Scuderia Italia - Ford | 38   | Cambio                               | 24      |       |
| Rit | 9  | Piercarlo Ghinzani | Zakspeed                       | 36   | Cambio                               | 25      |       |
| Rit | 16 | Ivan Capelli       | March - Judd                   | 2    | Cambio                               | 9       |       |
| Rit | 22 | Andrea De Cesaris  | Rial - Ford                    | 1    | Problema alla sospensione posteriore | 16      |       |
| SQ  | 21 | Nicola Larini      | Osella - Alfa Romeo            |      | Escluso                              |         |       |
| NQ  | 32 | Oscar Larrauri     | EuroBrun - Ford                |      |                                      |         |       |
| NQ  | 26 | Stefan Johansson   | Ligier - Judd                  |      |                                      |         |       |
| NQ  | 25 | René Arnoux        | Ligier - Judd                  |      |                                      |         |       |
| NQ  | 10 | Bernd Schneider    | Zakspeed                       |      |                                      |         |       |

## Classifiche

### Piloti
| Pos. | Pilota             | Punti |
| ---- | ------------------ | ----- |
| 1    | Alain Prost        | 15    |
| 2    | Ayrton Senna       | 9     |
| 3    | Gerhard Berger     | 8     |
| 3    | Nelson Piquet      | 8     |
| 5    | Derek Warwick      | 3     |
| 5    | Thierry Boutsen    | 3     |
| 7    | Michele Alboreto   | 2     |
| 8    | Satoru Nakajima    | 1     |
| 8    | Alessandro Nannini | 1     |

### Costruttori
| Pos. | Team              | Punti |
| ---- | ----------------- | ----- |
| 1    | McLaren - Honda   | 24    |
| 2    | Ferrari           | 10    |
| 3    | Lotus - Honda     | 9     |
| 4    | Benetton - Ford   | 4     |
| 5    | Arrows - Megatron | 3     |

## Fonti
- Sito di The Official Formula 1, su formula1.com. URL consultato il 5 giugno 2009.
- (EN) 1988 Grand Prix of San Marino, su silhouet.com, Teamdan.org. URL consultato l'11 dicembre 2009.
- (EN) Grand Prix Results: San Marino Grand Prix, 1988, su grandprix.com. URL consultato l'11 dicembre 2009.